# كارل بيرغ (مهندس فضاء جوي)
كارل بيرغ  (و. 1851 – 1906 م) هو مهندس فضاء جوي، ومهندس، وشخصية أعمال ألماني، ولد في لودنشايد، توفي في لودنشايد، عن عمر يناهز 55 عاماً.